# إيدي أنطوان
إيدي أنطوان (بالفرنسية: Eddy Antoine)‏ (27 أغسطس 1949 بهايتي - ) هو لاعب كرة قدم هايتي في مركز الوسط، شارك في كأس العالم 1974. وشارك مع منتخب هايتي لكرة القدم. أما مع النوادي، فقد لعب مع Racing CH ‏ وشيكاغو ستينغ.

## وصلات خارجية
- إيدي أنطوان على موقع الاتحاد الدولي (مؤرشف)  (الإنجليزية)
- إيدي أنطوان على موقع قاعدة بيانات كرة القدم.إي يو (الإنجليزية)
- إيدي أنطوان على موقع ناشيونال فوتبول تيمز (الإنجليزية)
- إيدي أنطوان على موقع Soccerway.com (الإنجليزية)
- إيدي أنطوان على موقع عالم كرة القدم.نت (الإنجليزية)